# Az Amerikai Egyesült Államok Legfelsőbb Bíróságának főbíráinak listája
Az Amerikai Egyesült Államok legmagasabb szintű szövetségi bíróságának, a Legfelsőbb Bíróságnak (Supreme Court) élén a főbíró (Chief Justice) áll. A főbírót az összes szövetségi bíróhoz hasonlóan az elnök nevezi ki, de tisztjét csak a szenátus jóváhagyásával foglalhatja el. A főbíró kinevezése élethosszig tart; őt tisztségéből csak akkor lehet elmozdítani, ha valamilyen bűncselekményt vagy kihágást követ el, és akkor is csak kongresszusi eljárás révén. A főbíró fizetését nem lehet csökkenteni. Minderre az alkotmányos felhatalmazást az Alkotmány III. cikkelye adja. A jelenlegi főbíró John G. Roberts; ő sorrendben a tizenhetedik ezen a poszton az Egyesült Államok megalakulása óta.

## A főbírák listája
| Sorszám | Portré | Név                   | Születési és halálozási év | Hivatali évek | Hivatali idő | Kinevező elnök        |
| ------- | ------ | --------------------- | -------------------------- | ------------- | ------------ | --------------------- |
| 1.      |        | John Jay              | 1745 – 1829                | 1789 – 1795   | 5 év         | George Washington     |
| 2.      |        | John Rutledge         | 1739 – 1800                | 1795          | 4 hónap      | George Washington     |
| 3.      |        | Oliver Ellsworth      | 1745 – 1807                | 1796 – 1800   | 4 év         | George Washington     |
| 4.      |        | John Marshall         | 1755 – 1835                | 1801 – 1835   | 34 év        | John Adams            |
| 5.      |        | Roger B. Taney        | 1777 – 1864                | 1836 – 1864   | 28 év        | Andrew Jackson        |
| 6.      |        | Salmon P. Chase       | 1808 – 1873                | 1864 – 1873   | 8 év         | Abraham Lincoln       |
| 7.      |        | Morrison R. Waite     | 1816 – 1888                | 1874 – 1888   | 14 év        | Ulysses S. Grant      |
| 8.      |        | Melville W. Fuller    | 1833 – 1910                | 1888 – 1910   | 21 év        | Grover Cleveland      |
| 9.      |        | Edward Douglass White | 1845 – 1921                | 1910 – 1921   | 10 év        | William Howard Taft   |
| 10.     |        | William Howard Taft   | 1857 – 1930                | 1921 – 1930   | 8 év         | Warren G. Harding     |
| 11.     |        | Charles Evans Hughes  | 1862 – 1948                | 1930 – 1941   | 11 év        | Herbert Hoover        |
| 12.     |        | Harlan Fiske Stone    | 1872 – 1946                | 1941 – 1946   | 4 év         | Franklin D. Roosevelt |
| 13.     |        | Fred M. Vinson        | 1890 – 1953                | 1946 – 1953   | 7 év         | Harry S. Truman       |
| 14.     |        | Earl Warren           | 1891 – 1974                | 1953 – 1969   | 16 év        | Dwight D. Eisenhower  |
| 15.     |        | Warren E. Burger      | 1907 – 1995                | 1969 – 1986   | 17 év        | Richard Nixon         |
| 16.     |        | William H. Rehnquist  | 1924 – 2005                | 1986 – 2005   | 19 év        | Ronald Reagan         |
| 17.     |        | John G. Roberts       | 1955 –                     | 2005 –        | 20 év        | George W. Bush        |

## Fordítás
- Ez a szócikk részben vagy egészben  a   Liste der Richter am Obersten Gerichtshof der Vereinigten Staaten című német Wikipédia-szócikk ezen változatának fordításán alapul.  Az eredeti cikk szerkesztőit annak laptörténete sorolja fel. Ez a jelzés csupán a megfogalmazás eredetét és a szerzői jogokat jelzi, nem szolgál a cikkben szereplő információk forrásmegjelöléseként.